# Шахтёр (футбольный клуб, Горловка)
«Шахтёр» Горловка (укр. ФК «Шахтар» Горлівка) — украинский футбольный клуб из города Горловка. Одна из старейших команд Украины.

## Прежние названия
| Период | Название                                      | Период                                        | Название                                      |
| ------ | --------------------------------------------- | --------------------------------------------- | --------------------------------------------- |
| 1910   | (Команда рабочих Артиллерийского завода)      | 1910                                          | (Команда горняков Корсунской Копи)            |
| 1911   | (Сборная команда рабочих и горняков Горловки) | (Сборная команда рабочих и горняков Горловки) | (Сборная команда рабочих и горняков Горловки) |
| 1913   | ФОГАЗ Горловка                                | 1923                                          | «Горняк» Горловка                             |
| 1926   | «Металлист» Горловка                          | 1923                                          | «Горняк» Горловка                             |
| 1928   | «Металлист» Горловка                          | «Металлист» Горловка                          | «Металлист» Горловка                          |
| 1929   | «Металлист» Горловка                          | 1929                                          | «Горняк» Горловка                             |
| 1933   | «Динамо» Горловка                             | «Динамо» Горловка                             | «Динамо» Горловка                             |
| 1936   | «Угольщики» Горловка                          | «Угольщики» Горловка                          | «Угольщики» Горловка                          |
| 1936   | «Авангард» Горловка                           | 1936                                          | «Стахановец» Горловка                         |
| 1946   | «Авангард» Горловка                           | «Авангард» Горловка                           | «Авангард» Горловка                           |
| 1947   | «Шахтёр» Горловка                             | «Шахтёр» Горловка                             | «Шахтёр» Горловка                             |
| 1981   | «Уголёк» Горловка                             | «Уголёк» Горловка                             | «Уголёк» Горловка                             |
| 1982   | «Шахтёр» Горловка                             | «Шахтёр» Горловка                             | «Шахтёр» Горловка                             |

## История
Свою родословную, как и большинство старейших клубов Украины, горловский «Шахтёр» ведет от футбольных обществ, создававшихся в начале XX века при заводах, фабриках, портах, рудниках. Именно рабочим Горловского артиллерийского завода принадлежит первенство в зарождении данной игры в городе. Однако, и горняки Корсунской Копи № 1 (шахты «Кочегарка») также приняли участие в написании истории клуба. Спортсмены этих старейших предприятий (находящихся на расстоянии каких-то 100 метров друг от друга) периодически то соревновались друг с другом, то объединялись в одну команду.

### Начало XX века
Играть в футбол в Горловке начали в 1910 году в «диких» командах. Футбольная площадка была оборудована между очеретинскими путями в районе горноспасательной станции, игры носили стихийный характер, спортсмены не ограничивали себя временем. В 1911 году из «диких» команд рабочих артиллерийского завода и горняков Корсунской Копи была собрана сборная для проведения товарищеских игр с иногородними дружинами. Игровая схема команды — 2-2-6: вратарь М. Солодовников — защитники П. Калашников, А. Любомиров — полузащитники В. Романенко, М. Исадченко — в нападении играли Н. Мирошниченко, Н. Белоусов, Киреев, Сагалов, Сорокин, Моисин. Капитаном команды являлся А. Терин, судейство матчей осуществлял Борис Ливенцев. Известна её первая «официальная» форма — матросские тельняшки. В дебютном матче со счётом 6:0 была разгромлена команда Софиевки, в составе которой выступали в основном бельгийские игроки. В начале века подавляющее большинство команд имело в своём составе огромное количество иностранных футболистов, однако в горловских футбольных командах иностранцы напрочь отсутствовали.
В 1913 году в Константиновке была создана футбольная лига Донбасса, первым победителем которой стали футболисты Юзовского спортивного общества. Тогда же Харьковской футбольной лиге было доверено проведение Чемпионата Юга (как составной части Чемпионата Российской Империи) среди победителей региональных лиг (с участием Харькова, Одессы, Николаева, Юзовки, Херсона и Ростова). Победителем обоих турниров стала команда Одессы, переигравшая Харьков и Санкт-Петербург соответственно. Таким образом, одесситов можно смело считать первыми Чемпионами Украины. В этом же году Лиги украинских городов образовали Южнороссийский футбольный союз, а в Горловке, в свою очередь, было создано первое официальное Футбольное общество Горловского артиллерийского завода — ФОГАЗ. За команду играли вратарь Алексей Новиков, полевые игроки Кирилл Бобрымов, Матвей Бухалин, Константин Бухалин, Михаил Хухрянский, Андрей Демьяненко, Петр Куцов, Михаил Друженко, Анатолий Бабулин, К. Бабулин, М. Подмарко. Организационными вопросами ведали И. П. Усов, С. Д. Пономарев и Б. В. Ливенцев. Последний вместе с А. П. Териным осуществлял также и судейство. На территории завода зелёную лужайку обнесли забором и устроили настоящее футбольное поле. В ту пору необычным было само проведение матчей — первыми на поле выходили судьи и капитаны команд, и только затем выбегали игроки, а сам матч на протяжении всего времени сопровождался игрой духового оркестра. ФОГАЗ завоевал славу одной из сильнейших команд Донбасса, выступая против бельгийцев, австрийцев и других соперников.
Мировая война, революция 1917 года и последовавшая за ней гражданская война отодвинули на определённое время занятия футболом на второй план, однако, уже в 1919 году футбольная жизнь вновь закипела в городе. Возобновил тренировки ФОГАЗ, были созданы команды «Не журись», «Орлёнок», «Соколята» и другие. В этих командах воспиталась целая плеяда замечательных горловских футболистов — братья Василий, Сергей и Федор Мановы, Петр и Анатолий Куцовы, Иван Тяжлов, братья Валентин и Александр Усачевы, Борис и Леонид Ливенцевы, Павел Шеплин, Евгений Бушной, братья Борис и Николай Терентьевы, Константин и Михаил Пащенко, Александр Нижегородцев, Яков Гордиенко и другие.

### Чемпионаты Украины 20-30-х годов
В 20-30-е годы было проведено в общей сложности 10 Чемпионатов Украины, в которых принимали участие наисильнейшие команды, в том числе и горловчане. Так, с 11 по 18 августа 1921 года в Харькове в рамках Первого праздника физкультуры было проведено Первое Первенство Украины. Победителем стал харьковский «Штурм», в полуфинале одолевший победителя первенства Донецкого края Клуб им. Артема (Таганрог), а в финале переигравший одесситов.
С 14 по 19 августа 1922 года проводилась Первая Всеукраинская Олимпиада, в её программу включили и футбол. Горловский ФОГАЗ в рамках отбора к финальному турниру Олимпиады принял участие в Донецкой олимпиаде в Таганроге. В состязаниях наряду с хозяевами также участвовали спортсмены Юзовки, Краматоровки и Дружковки, первенство завоевал Клуб им. Артема, а второе место досталось горловскому ФОГАЗу. Впрочем, ни таганрожцы, ни горловчане в финале Олимпиады не участвовали. Донецкую губернию там представляла Дружковка (объявленная губернским чемпионом после победы над Бахмутом 5:0). Победителем же Всеукраинской Олимпиады, вновь обыграв одесситов, стал «Штурм». После Олимпиады ФОГАЗ завоевал ещё большую популярность, которая вышла за пределы Донбасса. В Горловку стали приезжать сильнейшие команды Харькова, Одессы, Киева, Николаева, Екатеринослава. В частности, со счетом 7:0 был повержен «Райкомзавод» (Киев), проиграли ФОГАЗу харьковские «Свет шахтёра» и знаменитый «Штурм».
1923 год ознаменовался вводом в эксплуатацию в Горловке нового стадиона с хорошим полем, велотреком и беговыми дорожками, получившего название «Горняк». Выступать на нём начала одноимённая команда, представлявшая Корсунский Рудник № 1. За команду играли Е. Мамченко, Д. Розенко, Н. Сваренко, М. Друженко, И. Негурица, братья К. Родин, П. Родин, Я. Ряжечкин, братья Петр и Анатолий Куцовы, К. Бухалин, А. Ханаев. У команды был свой наставник — инструктор физкультуры В. И. Побегайло. Также были созданы футбольные команды на Никитовском ртутном руднике, руднике «Мария» и на шахте № 5. В том же году победителем губернских соревнований по футболу в рамках Первой Всеукраинской Спартакиады стали футболисты Дружковки, переигравшие в финале юзовский Клуб им. Ленина (при этом обе команды были допущены к финальному турниру Спартакиады). Чемпионом Украины в финальном турнире по-традиции становится «Штурм» (Харьков), одолевший Клуб им. Ленина.
В 1924 году горловчане сражались на нескольких фронтах. В рамках Первого футбольного первенства Луганского округа соревновались команды Снежного, Алчевского, Луганска, а также Брянского, Криворожского и Кадиевского рудников. Вне конкурса выступали славившиеся в Донбассе команды Константиновки и Горловки. А в рамках проводившейся Второй Всеукраинской Спартакиады наши спортсмены не смогли пробиться в республиканский финал, путёвку в который завоевали футболисты Клуба им. Ленина (Сталино), победившие в финале Донецкой Спартакиады ещё одну сталинскую команду «Ветка». Однако, в финальной части Донецкий край представляла сборная Донбасса, составленная из лучших футболистов. Одолев в отборочной игре Екатеринослав 5:0, но проиграв затем одесситам 1:6 и харьковскому «Штурму» 0:2, «Донбасс» занял 3-е место, а на первом финишировали харьковчане. Победителем первого чемпионата СССР также стал «Штурм».
1924 год ознаменовался первой международной встречей горловских футболистов. Донбасс (вместе с Ленинградом, Тверью, Москвой и Харьковом) был включен в программу турне по СССР команды Рабочего Спортивного Союза Бремена. Высшим Советом Физической Культуры СССР было отобрано 4-е шахтёрских города. 21-го, 22-го, 23-го и 25-го октября бременцы провели четыре игры соответственно в Горловке (где проиграли нашим футболистам со счетом 0:3), Харцызске (1:3), Сталино (0:5) и Макеевке (победа бременцев 2:0).
1925—1926 годы запомнились гонениями на «непролетарский вид спорта» футбол в СССР. Как следствие, соревнования по футболу в рамках Третьей Спартакиады не проводились. Однако футбольная жизнь не стояла на месте. В 1926 году Всеукраинский комитет Союза горнорабочих создал сборную команду Донбасса для поездки в Германию. В неё вошли рабочие с рудников Горловки, Кадиевки, Сталино, Рутченково, Дмитриевска и Брянки. Горловку представляли А. Новиков, К. Бабулин, П. Куцов, А. Плохих, Б. Терентьев. В течение двух месяцев футболисты провели 12 игр в Гамбурге, Бремене, Берлине, Эссене, Нюрнберге, Мюнхене. Первая встреча была проиграна футболистам Гамбурга со счетом 0:1, но уже во второй игре была повержена команда Берлина со счетом 2:0. В первом тайме счет голам открыл горловчанин А. Плохих, после чего Алексей Новиков отражая пенальти кулаком отбил мяч до центра поля.
Всего было проведено 12 игр, в которых было одержано 9 побед, при 2 ничьих. В том же году был введён в эксплуатацию новый машзаводской стадион «Металлист», что повлекло за собой переименование ФОГАЗа.
1927 год для горловских футболистов был неуспешным. В Чемпионате Донбасса первенствовали футболисты Сталино, обыгравшие в финале 7 августа в Горловке команду Кадиевки со счетом 2:1 (при этом обе команды получили пропуск на финал Четвёртой Всеукраинской Спартакиады). Победителем Спартакиады, проходившей с 19 по 31 августа, стал харьковский РАБИС, сформированный на базе «Штурма».
В 1928, в рамках проведения Первой Всесоюзной Спартакиады, был разыгран первый чемпионат Украины по футболу. Для максимально успешного выступления горловские «Металлист» и «Горняк» объединились в одну команду «Металлист». В отборочных играх были повержены: «Горняк», представлявший ртутный рудник 3:0, футболисты Краматоровки 1:0, а в финале первенства Донбасса — сборная Сталино со счетом 3:2. Таким образом «Металлист» получил право участвовать в финальных играх с сильнейшими коллективами Украины.
Приезд команды в Харьков не произвёл впечатления. Средний возраст игроков составлял 22 года, многие были невысокого роста, за что получили от футбольных критиков и болельщиков прозвище «донецкие пионеры». Первая встреча была проведена с командой Днепропетровска. Игра носила напряженный характер и закончилась ничейным результатом 1:1. А во втором матче «Металлисту» довелось сразиться с грозным харьковским «Динамо» (преемником РАБИСа). В первой половине матча горловчане открыли счет, однако хозяева вскоре его сравняли. После перерыва игра проходила с переменным успехом, и только перед самым финальным свистком динамовцы сумели взять верх 2:1. Отставая перед последним игровым днём на одно очко от николаевского «Райкома Металлистов», горловчане смогли собраться с силами и победить одноклубников со счетом 2:1, таким образом став серебряными призёрами Чемпионата Украины (золото вновь досталось харьковчанам, впоследствии занявшим 2-е место на Втором Чемпионате СССР). Состав команды — вратари Алексей Новиков, Евгений Бушной, полевые игроки А. Плохих, Иван Тяжлов, Константин Пащенко, Медведев, Г. Гунис, К. Баранцев, Борис Терентьев, Александр Нижегородцев, Леонид Ливенцев, Василий Манов, Александр Усачев. По итогам первенства А. Новиков и А. Плохих вошли в состав сборной Украины. Такое успешное выступление «Металлиста» привлекло в Горловку десятки футбольных коллективов и дало толчок развитию молодых талантов.
В 1929—1930 годах первенство Украины не разыгрывалось, а футбол вновь подвергся «гонениям» и запретам. В эти годы горловский «Горняк» на своем поле разгромил гостей из Франции 5:1, а «Металлист» принимал на своем поле московский «Метрополитен» во главе с Валентином Гранаткиным. В первой встрече «Металлист» нанёс поражение гостям со счетом 2:0, а во второй 3:1. Команда пополнялась талантливой молодёжью: братьями Фёдором и Сергеем Мановыми, Михаилом Пащенко, Аркадием Усовым.
В следующем первенстве, финал которого разыгрывали в 1931 году в Киеве 8 команд, горловчане на стадии 1/4 финала уступили команде Кадиевки.
«Динамо» Горловка — в 1934 году остановилась на стадии 1/4 финала чемпионата Украины.
1935 год — проведение чемпионата Украины по лиговому принципу. Горловчане играют во второй группе (из трёх).

### Соревнования 30-40-х годов
В первом весеннем чемпионате СССР 1936 года для участия в группе «В» была допущена команда угольщиков Донбасса. Местом дислокации был выбран город Сталино, не имевший на то время ни сильной команды, ни хорошего стадиона. И тогда было принято решение о временном участии в первенстве СССР команды, базировавшейся в непосредственной близости от областного центра, имевшей свой стадион и подбор игроков.
Формирование команды осуществилось путём привлечения к основному составу горловского «Динамо» нескольких игроков «Динамо» сталинского, название клуба было изменено в соответствии с постановлением правительства на «Угольщики». Домашние игры проводились на горловском стадионе им. Балицкого.
В составе горловских «Угольщиков» блистали К. Пащенко, Б. Терентьев, Ф. Терентьев и три брата Мановы. Одну игру в весеннем чемпионате успел провести за команду Александр Пономарёв, в которой отметился забитым голом.
В конце августа 1936 года в Сталино было окончено строительство стадиона, а также создана команда «Стахановец», основу которой составили футболисты «Угольщиков». В осеннем чемпионате СССР 1936 года эстафету горловских «Угольщиков» перехватил сталинский «Стахановец».
А горловский футбол, потеряв ведущих игроков, свои позиции сдавать не намеревался, ибо был богат на таланты. К 1938 году часть игроков сталинского коллектива вернулась в родной город, были воссозданы игровые связи, возрождены команды, и как результат, в Кубке СССР по футболу 1938 года приняли участие целых 3 коллектива из Горловки — рекорд, который побить вряд ли когда-либо удастся. С разным успехом на футбольных полях сражались команды «Авангард», «Стахановец» и «Азот» (Новая Горловка).
Послевоенное время запомнилось участием горловского «Авангарда» в чемпионате Союза 1946 года.

### 50-60-е годы
В 1958 году в Горловке было окончено строительство стадиона «Шахтёр» который вмещал 16 тысяч зрителей. Учитывая футбольные заслуги спортсменов этого города и в связи с вводом в строй соответствующей спортивной базы, команда горловского «Шахтёра» в 1959 году была включена в розыгрыш первенства СССР среди команд мастеров класса «Б».
Тяжело было соперничать горловским футболистам с такими опытными коллективами как «Адмиралтеец» (Ленинград), «Трудовые Резервы» (Ворошиловград), «Волга» (Калинин) и другими, однако набираясь опыта горловская команда уверенно пробиралась на верх. 1959 год — 12-е место, 1963 — уже 5-е место, 1965 — чуть ниже 9-е место, 1968 — 6-е место.
Успех пришёл к команде в 1969 году. Выступая во 2-й зоне класса «Б» клуб занял второе место и получил право выступать в финальном турнире за звание чемпиона республики. В Ивано-Франковске, в напряженной борьбе с ивано-франковскими и сумскими спартаковцами, «Карпатами» из Мукачево, днепродзержинским «Прометеем» и одноклубниками из Свердловска, горловчане уступили лишь хозяевам поля. «Шахтёр» завоевал серебряные медали первенства УССР. По итогам сезона 1969 команда была награждена «Рубиновым кубком», как команда, забившая больше всего мячей в ворота соперников в чемпионате УССР. Горловские футболисты поразили ворота соперников 69 раз в 45 встречах (1,53 мяча за игру).

### 70-80-е годы
Заняв второе место в финале Украинской зоны Класса «Б», «Шахтёр» получил такую долгожданную путёвку во Вторую группу Класса «А» (аналог Первой лиги, в которой он не выступал с 1961 года). Однако, надеждам горловчан не суждено было сбыться по причине очередной реорганизации соревнований по футболу в СССР. В 1970 году были созданы Высшая, Первая и Вторая группы Класса «А» (вместо Первой и Второй), и «Шахтёр», де-юре войдя во Вторую группу, де-факто остался в третьем дивизионе советского футбола. Здесь горняки как и в классе «Б» начали с 12-го места. К 1973 году он уже вплотную приблизился к лидерам — 6-е место, но после сокращения числа команд выступавших во второй лиге, горловчанам места в чемпионате СССР не нашлось (очередная несправедливость по отношению к нашим землякам). Лишь в 1976 году решением Федерации Футбола УССР «Шахтёру» снова было предоставлено место во второй лиге. Но вынужденное расставание с лигой мастеров не прошло бесследно. «Шахтёр» пять сезонов занимал места в самом низу турнирной таблицы. Лишь в 1981 году горняки порадовали своих болельщиков. Под руководством заслуженного мастера спорта Бибы Андрея Андреевича, они совершили скачок с 23-го места на 7-е.
В последующие годы «Шахтёр» занимал места в нижней части турнирной таблицы, пока в сезоне 1988 года, не опустился на последнее 26-е место, отстав от 25-й команды на 10 очков.
К советскому периоду истории команды стоит добавить, что клуб трижды (1972, 1973, 1976) принимал участие в розыгрышах Кубка УССР. Лучшее достижение — выход в финал (1976) где горняки уступили киевскому СКА — 0:2.

### Украинский период
В чемпионате Украины «Шахтёр» стартовал в сезоне 1992—1993 в переходной лиге. Став по итогу 13-ми, горняки следующий чемпионат проводят среди любителей. 2-е место в 5-й зоне любительского чемпионата Украины, даёт право горловчанам в сезоне 1994—1995 вновь попробовать силы среди профессионалов. Итог 18-е место в третьей лиге (так на тот момент стала называться переходная). И вновь в новом сезоне горловчане выступают среди любителей в чемпионате области. Перед командой ставится задача вновь завоевать место среди профессионалов. В 1996 году — бронза чемпионата области. В 1997 году — «Шахтёр» становится чемпионом области и тем самым получает место в любительском чемпионате. В зоне горняки заняли третье место. Лишь отказ от дальнейших выступлений в турнире команды «Шахта Украина» (Украинск), позволил горловчанам пройти дальше. В финальной группе «Шахтёр» стал вторым, а в матче за третье место уступил «Кристаллу» из Пархомовки. Итог — 4-е место в чемпионате. Для получения места во второй лиге — необходимо было провести переходные матчи. В них был повержен «Горняк» (Павлоград) и цель была достигнута.
Во второй лиге горловский «Шахтёр» провёл 2 сезона. В сезоне 1998—1999 — 11-е место в группе. Сезон 1999—2000 — 13-е. Из-за финансовых трудностей команда снялась с соревнований и продолжила выступления в чемпионате области.
В августе 2010 года, после первого круга чемпионата Донецкой области, команда снялась с соревнований.

## Достижения
Наивысшим достижением горловчан «всех времён и народов» является 2 место чемпионата Украины 1928 года (аналог нынешнего высшего дивизиона).

### Всесоюзные
- 3 место Чемпионата СССР — 1932 (в составе сборной Донбасса)

### Всеукраинские
- Вице-чемпион Украинской ССР — 1928, 1932 (в составе сборной Донбасса)
- Серебряный призёр Чемпионата УССР (в рамках Чемпионата СССР) — 1969
- Финалист Кубка УССР среди команд мастеров — 1976

### Областные
- Чемпион Донбасса — 1928, 1932
- Вице-чемпион Донбасса — 1922
- Чемпион Донецкой области — 1997
- Обладатель Кубка Донецкой области — 1940, 1945

## Статистика

### Все сезоны в Чемпионатах Украины (до СССР)
| Сезон | Чемпионат                                | Чемпионат | Чемпионат | Чемпионат | Чемпионат | Чемпионат | Чемпионат | Чемпионат |
| Сезон | Этап                                     | Место     | И         | В         | Н         | П         | М         | О         |
| ----- | ---------------------------------------- | --------- | --------- | --------- | --------- | --------- | --------- | --------- |
| 1922  | Региональный этап                        | 2 из 5    | 4         | ?         | ?         | ?         | ?-?       | ?         |
| 1923  | Региональный этап                        | ? из ?    | ?         | ?         | ?         | ?         | ?-?       | ?         |
| 1924  | Региональный этап                        | ? из ?    | ?         | ?         | ?         | ?         | ?-?       | ?         |
| 1927  | Региональный этап                        | ? из ?    | ?         | ?         | ?         | ?         | ?-?       | ?         |
| 1928  | Финальный турнир                         | 2 из 4    | 3         | 1         | 1         | 1         | 4-4       | 3         |
| 1931  | 1/4 финала                               | 6 из 8    | 1         | 0         | 0         | 1         | 1-2       | 0         |
| 1932  | Региональный этап                        | 1 из 8    | 3         | 1         | ?         | ?         | 1-0       | ?         |
| 1934  | 1/4 финала                               | 5 из 8    | 1         | 0         | 0         | 1         | 2-5       | 0         |
| 1935  | Вторая группа                            | ? из 8    | ?         | ?         | ?         | ?         | ?-?       | ?         |
| Всего | Финальный турнир / Первая группа (1935)  | 3 сезона  | 5         | 1         | 1         | 3         | 7-11      | 3         |
| Всего | Региональный этап / Вторая группа (1935) | 6 сезонов | 7         | ?         | ?         | ?         | ?-?       | ?         |
| Всего | Третья группа (1935)                     | —         | —         | —         | —         | —         | —         | —         |

### Все сезоны в соревнованиях СССР
| Сезон      | Чемпионат | Чемпионат  | Чемпионат | Чемпионат | Чемпионат | Чемпионат | Чемпионат | Чемпионат | Кубок                                          | Кубок | Кубок | Кубок | Кубок | Кубок | Кубок |
| Сезон      | Лига | Место      | И         | В         | Н         | П         | М         | О         | Этап                                           | И     | В     | Н     | П     | М     | О     |
| ---------- | --- | ---------- | --------- | --------- | --------- | --------- | --------- | --------- | ---------------------------------------------- | ----- | ----- | ----- | ----- | ----- | ----- |
| 1936 весна | Группа «В» | 7 из 8     | 7         | 2         | 1         | 4         | 14-24     | 12        | 1/4 финала Кубка УССР                          | 1     | 0     | 0     | 1     | 2-3   | 1     |
| 1936       | — | —          | —         | —         | —         | —         | —         | —         | 1/32 финала Кубка СССР                         | 1     | 0     | 0     | 1     | 0-3   | 1     |
| 1937       | Вторая группа УССР | 4 из 6     | 5         | 2         | 1         | 2         | 13-12     | 10        | —                                              | —     | —     | —     | —     | —     | —     |
| 1938       | Вторая группа УССР | ? из ?     | ?         | ?         | ?         | ?         | ?-?       | ?         | 1/128 финала Кубка СССР 1/32 финала Кубка УССР | 4     | 2     | 0     | 2     | 9-8   | 8     |
| 1939       | Вторая группа Подгруппа УССР                                                                                                  | 1 из 4     | 3         | 2         | 0         | 1         | 12-4      | 7         | —                                              | —     | —     | —     | —     | —     | —     |
| 1940       | Первая группа УССР | 6 из 8     | 7         | ?         | ?         | 1         | 0-2       | ?         | ? финала Кубка УССР                            | ?     | ?     | ?     | ?     | ?-?   | ?     |
| 1941       | Первая группа УССР | прерван    | ?         | ?         | ?         | ?         | ?-?       | ?         | —                                              | —     | —     | —     | —     | —     | —     |
| 1946       | Третья группа Восточная зона УССР                                                                                             | 8 из 10    | 18        | 1         | 1         | 2         | 3-4       | ?         | —                                              | —     | —     | —     | —     | —     | —     |
| 1959       | Класс «Б» 5 зона | 12 из 14   | 26        | 7         | 5         | 14        | 25-47     | 19        | 1/128 финала Кубка СССР                        | 1     | 0     | 0     | 1     | 2-3   | 0     |
| 1960       | Класс «Б» 2 зона УССР | 10 из 19   | 36        | 13        | 7         | 16        | 50-65     | 33        | 1/128 финала Кубка СССР                        | 1     | 0     | 0     | 1     | 2-3   | 0     |
| 1961       | Класс «Б» УССР | 11 из 37   | 38        | 15        | 12        | 11        | 52-48     | 42        | 1/128 финала Кубка СССР                        | 1     | 0     | 0     | 1     | 0-2   | 0     |
| 1962       | Класс «Б» УССР | 32 из 39   | 34        | 7         | 14        | 13        | 34-44     | 28        | 1/128 финала Кубка СССР                        | 3     | 2     | 0     | 1     | 7-5   | 4     |
| 1963       | Класс «Б» УССР | 9 из 40    | 40        | 14        | 17        | 9         | 50-45     | 45        | 1/1024 финала Кубка СССР                       | 1     | 0     | 0     | 1     | 0-2   | 0     |
| 1964       | Класс «Б» УССР | 14 из 41   | 38        | 16        | 12        | 10        | 40-37     | 44        | 1/512 финала Кубка СССР                        | 1     | 0     | 0     | 1     | 1-2   | 0     |
| 1965       | Класс «Б» УССР | 29 из 45   | 40        | 16        | 9         | 15        | 46-39     | 41        | 1/512 финала Кубка СССР                        | 1     | 0     | 0     | 1     | 0-1   | 0     |
| 1966       | Класс «Б» УССР | 13 из 40   | 40        | 16        | 14        | 10        | 47-29     | 46        | —                                              | —     | —     | —     | —     | —     | —     |
| 1967       | Класс «Б» 2 зона УССР | 6 из 21    | 40        | 14        | 17        | 9         | 39-29     | 45        | 1/2048 финала Кубка СССР                       | 1     | 0     | 0     | 1     | 0-1   | 0     |
| 1968       | Класс «Б» 2 зона УССР | 6 из 21    | 40        | 19        | 11        | 10        | 47-30     | 49        | —                                              | —     | —     | —     | —     | —     | —     |
| 1969       | Класс «Б» Финал УССР | 2 из 42    | 45        | 23        | 14        | 8         | 69-33     | 60        | —                                              | —     | —     | —     | —     | —     | —     |
| 1970       | Вторая группа 1 зона | 12 из 22   | 42        | 14        | 13        | 15        | 42-47     | 41        | 1/128 финала Кубка СССР                        | 1     | 0     | 0     | 1     | 0-4   | 0     |
| 1971       | Вторая лига 1 зона | 9 из 26    | 50        | 17        | 20        | 13        | 50-50     | 54        | —                                              | —     | —     | —     | —     | —     | —     |
| 1972       | Вторая лига 1 зона | 17 из 24   | 46        | 9         | 22        | 15        | 43-44     | 40        | 1/8 финала Кубка УССР                          | 2     | 1     | 0     | 1     | 8-7   | 2     |
| 1973       | Вторая лига 1 зона | 6 из 23    | 44        | 18        | 9+3       | 14        | 58-47     | 45        | 1/8 финала Кубка УССР                          | 2     | 1     | 1     | 0     | 4-2   | 3     |
| 1976       | Вторая лига 6 зона | 19 из 20   | 38        | 11        | 10        | 17        | 36-45     | 32        | Финалист Кубка УССР                            | 4     | 2     | 1     | 1     | 6-5   | 5     |
| 1977       | Вторая лига 2 зона | 22 из 23   | 44        | 9         | 9         | 26        | 32-63     | 27        | —                                              | —     | —     | —     | —     | —     | —     |
| 1978       | Вторая лига 2 зона | 22 из 23   | 44        | 13        | 5         | 26        | 36-72     | 31        | —                                              | —     | —     | —     | —     | —     | —     |
| 1979       | Вторая лига 2 зона | 24 из 24   | 46        | 11        | 10        | 25        | 53-76     | 32        | —                                              | —     | —     | —     | —     | —     | —     |
| 1980       | Вторая лига 5 зона | 23 из 23   | 44        | 11        | 6         | 27        | 40-92     | 28        | —                                              | —     | —     | —     | —     | —     | —     |
| 1981       | Вторая лига 5 зона | 7 из 23    | 44        | 16        | 19        | 9         | 53-44     | 51        | —                                              | —     | —     | —     | —     | —     | —     |
| 1982       | Вторая лига 6 зона | 9 из 24    | 46        | 19        | 12        | 15        | 61-57     | 50        | —                                              | —     | —     | —     | —     | —     | —     |
| 1983       | Вторая лига 6 зона | 9 из 26    | 50        | 20        | 13        | 17        | 56-55     | 53        | —                                              | —     | —     | —     | —     | —     | —     |
| 1984       | Вторая лига 6 зона | 15 из 26   | 38        | 15        | 10        | 13        | 48-41     | 40        | —                                              | —     | —     | —     | —     | —     | —     |
| 1985       | Вторая лига 6 зона | 12 из 28   | 40        | 14        | 13        | 13        | 40-42     | 41        | —                                              | —     | —     | —     | —     | —     | —     |
| 1986       | Вторая лига 6 зона | 18 из 28   | 40        | 15        | 9         | 16        | 47-47     | 39        | —                                              | —     | —     | —     | —     | —     | —     |
| 1987       | Вторая лига 6 зона | 10 из 27   | 52        | 22        | 13        | 17        | 67-58     | 57        | —                                              | —     | —     | —     | —     | —     | —     |
| 1988       | Вторая лига 6 зона | 26 из 26   | 50        | 8         | 8         | 34        | 37-91     | 24        | —                                              | —     | —     | —     | —     | —     | —     |
| Всего      | Высшая лига / Группа «А» Первая группа / Высшая группа / Класс «А»                                                            | —          | —         | —         | —         | —         | —         | —         | 15 сезонов                                     | 24    | 8     | 2     | 14    | 39-48 | 18    |
| Всего      | Первая лига / Группа «Б» / Вторая группа Первая группа (1938, 1941, 1970) / Класс «Б»                                         | 5 сезонов  | 134       | 42        | 38        | 54        | 161-204   | 122       | 15 сезонов                                     | 24    | 8     | 2     | 14    | 39-48 | 18    |
| Всего      | Вторая лига / Группа «В» / Третья группа / Вторая группа (1938, 1941, 1970) Первая группа (1939—1940) / Класс «Б» (1963—1969) | 28 сезонов | 1075      | 363       | 300       | 390       | 1154-1243 | 1026      | 15 сезонов                                     | 24    | 8     | 2     | 14    | 39-48 | 18    |
| Всего      | Вторая низшая лига (1990—1991) Группа «Г» (1936—1937) / Вторая группа (1939—1940) / Класс «Б» (1970)                          | 1 сезон    | 3         | 2         | 0         | 1         | 12-4      | 4         | 15 сезонов                                     | 24    | 8     | 2     | 14    | 39-48 | 18    |
| Всего      | Группа «Д» (1937) | —          | —         | —         | —         | —         | —         | —         | 15 сезонов                                     | 24    | 8     | 2     | 14    | 39-48 | 18    |
| Всего      | Первая группа (1937) | —          | —         | —         | —         | —         | —         | —         | 15 сезонов                                     | 24    | 8     | 2     | 14    | 39-48 | 18    |
| Всего      | Вторая группа (1937) | 1 сезон    | 5         | 2         | 1         | 2         | 13-12     | 5         | 15 сезонов                                     | 24    | 8     | 2     | 14    | 39-48 | 18    |

### Все сезоны на независимой Украине
| Сезон     | Чемпионат                           | Чемпионат | Чемпионат | Чемпионат | Чемпионат | Чемпионат | Чемпионат | Чемпионат | Кубок             | Кубок | Кубок | Кубок | Кубок | Кубок | Кубок |
| Сезон     | Лига                                | Место     | И         | В         | Н         | П         | М         | О         | Этап              | И     | В     | Н     | П     | М     | О     |
| --------- | ----------------------------------- | --------- | --------- | --------- | --------- | --------- | --------- | --------- | ----------------- | ----- | ----- | ----- | ----- | ----- | ----- |
| 1992/1993 | Переходная лига                     | 13 из 18  | 34        | 9         | 8         | 17        | 33-44     | 26        | —                 | —     | —     | —     | —     | —     | —     |
| 1994/1995 | Третья лига                         | 18 из 22  | 42        | 11        | 3         | 28        | 29-73     | 36        | —                 | —     | —     | —     | —     | —     | —     |
| 1997/1998 | Вторая лига Плей-офф во Вторую лигу | 1 из 2    | 1         | 1         | 0         | 0         | 2-1       | 3         | —                 | —     | —     | —     | —     | —     | —     |
| 1998/1999 | Вторая лига Группа В                | 11 из 14  | 26        | 8         | 3         | 15        | 18-39     | 27        | —                 | —     | —     | —     | —     | —     | —     |
| 1999/2000 | Вторая лига Группа В                | 13 из 14  | 26        | 2         | 5         | 19        | 11-13     | 11        | 2-й квалиф. раунд | 3     | 1     | 1     | 1     | 3-3   | 4     |
| Всего     | Премьер-лига / Высшая лига          | —         | —         | —         | —         | —         | —         | —         | 1 сезон           | 3     | 1     | 1     | 1     | 3-3   | 4     |
| Всего     | Первая лига                         | —         | —         | —         | —         | —         | —         | —         | 1 сезон           | 3     | 1     | 1     | 1     | 3-3   | 4     |
| Всего     | Вторая лига                         | 3 сезона  | 53        | 11        | 8         | 34        | 31-53     | 30        | 1 сезон           | 3     | 1     | 1     | 1     | 3-3   | 4     |
| Всего     | Третья лига / Переходная лига       | 2 сезона  | 76        | 20        | 11        | 45        | 62-117    | 51        | 1 сезон           | 3     | 1     | 1     | 1     | 3-3   | 4     |